# روبرتو مونيوث (دراج)
روبرتو مونيوث (بالإسبانية: Roberto Muñoz) هو دراج تشيلي، ولد في 14 أكتوبر 1955 في كوريكو في تشيلي.

## وصلات خارجية
- روبرتو مونيوث على موقع أرشيف الدراجات (الإنجليزية)
- روبرتو مونيوث على موقع إحصائيات الدراجات الإحترافية (الإنجليزية)
- روبرتو مونيوث على موقع أوليمبيديا (الإنجليزية)